# D-A-S-H
Dash (stiliseret som DASH) var en tøjbutik, der blev grundlagt i 2006 i Calabasas, Californien af Kim Kardashian, Khloé Kardashian og Kourtney Kardashian, der senere hen blev til en tøjkæde bestående af i alt tre tøjbutikker.  
Dash-butikkerne har ofte været til at se på Kardashianfamiliens tv-serie Keeping Up with the Kardashians, som havde premiere i 2007 på E! cable network. 
I sommeren 2014 åbnede Kardashian søstrene en pop-up butik i Southampton, New York som kunne ses i Kardahian spin-off serien "Kourtney and Khloé Take The Hamptons".
Dash tøjbutikken i New York lukkede i december 2016. I april 2018 lukkede de resterende tre tøjbutikker. 

## Butikker
Den første Dash-butik åbnede i Calabasas, Californien i 2006. Dash butikken i Calabasas, Californien rykkede i 2012 til West Hollywood. 
Den anden Dash-butik åbnede i Miami Beach, Florida den 20. maj 2009.
Den tredje Dash-butik åbnede i SoHo på Manhattan, New York City den 3. november 2010. 